# Ligyra oenomaus
Ligyra oenomaus är en tvåvingeart som först beskrevs av Camillo Rondani 1875.  Ligyra oenomaus ingår i släktet Ligyra och familjen svävflugor. Inga underarter finns listade i Catalogue of Life.